# Rimae Repsold
Rimae Repsold – grupa rowów  na powierzchni Księżyca o średnicy około 166 km. Znajduje się po zachodniej stronie Oceanus Procellarum na współrzędnych selenograficznych ☾ 50,6°N 81,7°W/50,600000 -81,700000. Nazwa tego systemu kanałów została nadana w 1985 roku przez Międzynarodową Unię Astronomiczną i pochodzi od pobliskiego krateru Repsold.